# Rudi Zollinger
Rudi Zollinger (Schlieren, 10 marzo 1944) è un ex ciclista su strada svizzero.
Fu terzo al Tour de Suisse 1966 e quarto al Tour de l'Avenir 1964.
Anche suo fratello gemello Paul fu un ciclista professionista.

## Palmarès
- 1966 (Tigra, una vittoria)

Grand Prix Petit Varois

## Altri successi
- 1963 (Dilettanti, una vittoria)

Criterium di La Chaux-de-Fonds
- 1966 (Tigra, una vittoria)

Classifica generale Tour de Suisse

## Piazzamenti

### Classiche monumento
- Parigi-Roubaix

1966: 44º

### Competizioni mondiali
- Campionati del mondo

Sallanches 1964 - In linea: 36º
Lasarte-Oria 1965 - In linea dilettanti: 50º
Nurburgring 1966 - In linea: ?